# بارهنگ ساقه آغوش
بارهنگ ساقه آغوش (نام علمی: Plantago amplexicaulis) نام یک گونه از سرده کک‌علفیان است.